# Syngamia abruptalis
Syngamia abruptalis là một loài bướm đêm trong họ Crambidae.